# Живојин М. Миловановић
Живојин (Марјана) Миловаоновић (Мала Врбница, 1881 — Мала Врбница, 1960) био је српски официр. Носилац је Карађорђеве звезде са мачевима.

## Биографија
Рођен је 1881. у селу Мала Врбница, одакле се његова породица доселила у село Туларе, срез прокупачки. Истакао се већ у Првом балканском рату а на Брегалници је већ био наредник. У рат 1914. године је ушао као потпоручник, јер је због подвига на Брегалници ванредно унапређен у официра. Био је командир вода у 2. пуку на Церу а после масовне погибије официра прекомондован је за командира чете у 1. пуку и са томчетом извршио херојски јуриш на непријатељски положај на Еминовим Водама којим је одлучена битка на Гучеву 1914. године. За тај подвиг одликован је официрским орденом КЗ са мачевиам 4. реда. Том приликом је био решко рањен у главу, метак га је погодио испод левог око и изашао на десни образ. Када су га сви већ отписали он је успео да преболи ране и врати се у строј. Прешао је као инвалид преко Албаније и на Солунском фронту опет је командовао четом, сада већ као поручник. Ту је на Чеганској коси 1916. години водећи чету на јуриш био тешко рањен у груди и опет успео да преболи ране. 
Преболео је и маларију и на крају успео да учсетвује и на пробоју Солунског фронта 1918. године. Нису га одмах пустили кући, све до 1920. године остао је у војси као комадир чете чак у Котору. После демобилизације вратио се у своје родно село где је и живео до смрти 1960. године. 
Са супругом Радом имао је синове Љубомира, Милуна и Станисава и кћери Малину и Зорку.